# پا آمادو گای
پا آمادو گای (انگلیسی: Pa Amadou Gai؛ زادهٔ ۱۸ ژوئن ۱۹۸۴) بازیکن فوتبال اهل گامبیا بود.
از باشگاه‌هایی که در آن بازی کرده است می‌توان به باشگاه فوتبال مونترال و باشگاه فوتبال نورتوود اشاره کرد.
وی همچنین در تیم‌های ملی فوتبال گامبیا، و گامبیا، و گامبیا، و گامبیا، بازی کرده است.